# Goli otok
Koordinati:   44°50′53″N, 14°49′26″E
Goli (bolj poznan kot Goli otok) je otok v Jadranskem morju blizu hrvaške obale, leži med Rabom in celino v Kvarnerskem zalivu.
Goli, na katerem stoji svetilnik, ima površino 4,53 km². Dolžina obalnega pasu
je 14,297 km. Najvišji vrh je 227 mnm visoka Glavina. Otok je praktično brez rastlinja (gol) in nenaseljen, le na južnem delu je nekaj rastlinja in nekaj uval. Iz pomorske karte je razvidno, da svetilnik, ki stoji na rtu Sajalo oddaja svetlobni signal: R Bl 5s. Nazivni domet svetilnika je 5 milj.

## Zgodovina
Vse do prve svetovne vojne na Golem otoku ni bilo nobenih naselij. Tedaj je Avstro-Ogrska zgradila taborišče za ruske zapornike iz vzhodnih bojišč.
Po drugi svetovni vojni so ga leta 1946 jugoslovanske oblasti spremenile v strogi prevzgojni zapor za politične zapornike, po letu 1948 predvsem za informbirojevce, to je tiste komuniste, ki so podpirali Stalinovo obliko partijske diktature oziroma nadvlade. Po sporu s Stalinom in ob preteči nevarnosti napada Sovjetske zveze na Jugoslavijo in več kot 1000 incidentih na meji, v katerih je bilo že več mrtvih, je Tito ukazal politične somišljenike informbiroja zapreti v posebno taborišče. Po Titovem ukazu so v obdobju od 1948 do 1963 aretirali 55.633 ljudi ki so bili osumljeni ali obsojeni za podporo »stalinizmu« in po podatkih UDBE za osrednjo Jugoslavijo 11.650 poslali na Goli otok. Od tega 7.235 Srbov, 3.341 Črnogorcev, 2.586 Hrvatov, 882 Makedoncev in 555 Slovencev. Vojaška sodišča so jih na večletno kazen obsodila 5.024, še 11.650 so jih administrativno kaznovali do enega leta zapora, saj so jih tja pošiljali komiteji komunističnih partij. Kasneje so na Goli otok pošiljali tudi morilce, pedofile, spolne prestopnike, torej ljudi, ki so storili hujše oblike zločina. Od vseh aretiranih je bilo 21.818 udeležencev NOB, 9.234 profesorjev, učiteljev, zdravnikov, intelektualcev, 5.081 delavcev in kmetov, 4.008 študentov in dijakov. Jetniki so bili podvrženi mučenju in prisilnemu delu v kamnolomu, ne glede na vremenske razmere. Poleti pri visokih temperaturah, pozimi pa v hladni burji. Zapornike so bolj kot pazniki redno tepli in drugače trpinčili drugi zaporniki.
Po mnenju Radovana Hrasta je Tito tudi z ustanovitvijo tega taborišča onemogočil napad Sovjetske zveze na Jugoslavijo in posledično posredovanje ZDA, kar bi lahko sprožilo tretjo svetovno vojno.
V času SR Hrvaške so v zapor pošiljali v glavnem politične zapornike, kasneje pa so zapirali tudi ljudi, ki so zakrivili kazniva dejanja (tatvine, umore, ...), včasih pa so zaprli tudi mladoletne prestopnike.
Zapor je prenehal z delom leta 1988, leto kasneje pa so ga zapustili in zaprli. Danes Goli otok obiskujejo turisti in pastirji z Raba, ki včasih pripeljejo ovce na pašo.

### Znani zaporniki[1]
- Šaban Bajramović – srbski glasbenik romskega rodu
- Dragotin Gustinčič – politik in publicist
- Cene Logar – filozof
- Božo Kobe – pravnik in pedagog
- Mirko Košir – kemik, predvojni komunist in publicist
- Vilibald Konte – rudarski inženir, predvojni komunist
- Vlado Dapčević – črnogorski partizan
- Vlado Dijak – bosanski pisatelj
- Alija Izetbegović – bivši predsednik Bosne in Hercegovine
- Tine Logar – jezikoslovec
- Venko Markovski – makedonski pisatelj